# Кірікава-Мару
Кірікава-Мару — транспортне судно, яке під час Другої світової війни взяло участь у операціях японських збройних сил у Мікронезії, архіпелазі Бісмарка та на Соломонових островах.

## Передвоєнна історія
Кірікава-Мару спорудили у 1937 році на верфі Kawasaki Dockyard у Кобе на замовлення компанії Kawasaki Kisen.
25 грудня 1940-го судно реквізували для потреб Імперського флоту Японії. 3 27 грудня 1940 по 15 січня 1941 воно пройшло необхідну модернізацію на верфі Sasebo Navy Yard.
18 жовтня 1941-го Кірікава-Мару вийшло в рейс до японських підмандатних територій Мікронезії, звідки повернулось до Сасебо 9 грудня, вже після вступу Японії у війну.

## Рейси до азійських портів
З 12 грудня 1941 по 12 січня 1942 судно здійснило рейс по круговому маршруту із Сасебо до цілого ряду островів архіпелагу Рюкю.
18 січня 1942-го Кірікава-Мару вийшло із Сасебо, мавши на борту вантаж різноманітних військових припасів, зокрема амуніції, авіаційного озброєння, вибухівки, авіаційного пального. Під час цього рейсу воно відвідало Амой (наразі Сямень на узбережжі китайської провінції Фуцзян), Мако (важлива база японського ВМФ на Пескадорських островах у південній частині Тайванської протоки), Такао (наразі Гаосюн на Тайвані), Самах та Юлінь (острів Хайнань). У підсумку 23 лютого судно повернулось до Сасебо.
У наступні два місяці Кірікава-Мару виконувало й далі свої рейси до Китаю зі схожими вантажами: 28 лютого — 9 березня воно пройшло за маршрутом Сасебо — Шанхай — Сасебо; 14 березня — 9 квітня виконало більш протяжний рейс із заходом до Амою, Гонконгу, Хайкоу (острів Хайнань), Такао; з 15 квітня по 3 травня пройшло від Куре до Дайрену (наразі Далянь у Маньчжурії) та назад.
Протягом травня 1942-го судно побувало в японських портах Нагасакі, Сасебо, Моджі, Кобе, а 21 травня рушило в рейс до Південно-Східної Азії, під час якого відвідало Такао, Манілу, Балікпапан і Таракан (центри нафтовидобувної промисловості на східному узбережжі острова Борнео), Сайгон (наразі Хошимін у В'єтнамі), Кірун (наразі Цзілун на Тайвані), Шанхай. У підсумку 2 серпня Кірікава-Мару прибуло до Сасебо.

## Рейс до Мікронезії та архіпелагу Бісмарка
Значну частину серпня 1942-го Кірікава-Мару провело у Японії, де побувало в Осаці та Йокосуці, а 19 серпня вирушило до Океанії. 27 — 29 серпня воно побувало на острові Уейк, а вже 6 вересня досягнуло Рабаулу — головної передової бази японців у архіпелазі Бісмарка, з якої провадились операції на Соломонових островах та сході Нової Гвінеї.
11—18 вересня судно перебувало у Кавієнзі (друга за значенням японська база в архіпелазі, розташована на північному завершенні острова Нова Ірландія), а 19 вересня повернулось до Рабаулу.
2 жовтня Кірікава-Мару вирушило з Рабаулу, 7—11 жовтня провело на острові Фаїс (західні Каролінські), а 13 жовтня прибуло на Сайпан (Маріанські острови). 30 жовтня судно рушило далі та 6 листопада прибуло до Японії.

## Нові рейси до архіпелагу Бісмарка
10—22 грудня 1942-го Кірікава-Мару в конвої № 1 Го пройшло з Йокосуки до Рабаула. 28 грудня 1942 судно вирушило звідси на схід Каролінських островів до атола Трук (ще до війни тут була створена потужна база ВМФ, з якої до лютого 1944-го провадились операції у цілому ряді архіпелагів), куди прибуло 1 січня 1943-го. 4—9 січня воно перейшло до Палау (важливий транспортний хаб на заході Каролінських островів), а 18—27 січня витратило, щоб досягнути Йокогами.
1 лютого 1943-го Кірікава-Мару у складі конвою № 3201 вирушило на Трук, куди прибуло 9 лютого. 13—17 лютого судно пройшло далі до Рабаула, куди доправило бійців 7-го батальйону морської піхоти ВМБ Йокосука.

## Рейс на Соломонові острови
У другій половині дня 25 лютого 1943-го Кірікава-Мару вирушило з Рабаула та під вечір наступної доби досягло якірної стоянки Шортленд — прикритої групою невеликих островів Шортленд акваторії біля південного завершення острова Бугенвіль, де зазвичай відстоювались легкі бойові кораблі та перевалювались вантажі для подальшої відправки далі на схід Соломонових островів.
27 лютого судно у складі конвою під охороною тральщика W-22 та мисливця за підводними човнами CH-26 вийшло до острова Коломбангара, що лежить далі на схід (на початку лютого японці евакуювали свої сили з Гуадалканалу й тепер їхні передові позиції були на островах Нова Джорджія). Кірікава-Мару перевозило бійців 7-го батальйону морської піхоти ВМБ Йокосука, дві 140-мм та чотири 8-мм гармати, а також амуніцію, паливо та інші вантажі. На переході конвой атакували літаки, які істотно пошкодили Кірікава-Мару. На судні загорілась амуніція і в підсумку воно затонуло поблизу північного узбережжя острова Велья-Лавелья (найзахідніший серед островів Нью-Джорджія).